# Grand Prix Alanya 2022
Il Grand Prix Alanya 2022, quinta edizione della corsa, valevole come evento dell'UCI Europe Tour 2022 categoria 1.2, si è svolto il 5 febbraio 2022 su un percorso di 147,2 km, con partenza e arrivo ad Alanya, nella provincia di Adalia, in Turchia. La vittoria è stata appannaggio dell'italiano Alessio Martinelli, che ha completato il percorso in 3h40'55" alla media di 39,979 km/h, precedendo il norvegese Sindre Kulset e l'ucraino Anatolij Budjak.
Al traguardo di Alanya 92 ciclisti, su 154 partiti, hanno portato a termine la competizione.

## Ordine d'arrivo (Top 10)
| Pos. | Corridore           | Squadra    | Tempo    |
| ---- | ------------------- | ---------- | -------- |
| 1    | Alessio Martinelli  | Bardiani   | 3h40'55" |
| 2    | Sindre Kulset       | Uno-X      | s.t.     |
| 3    | Anatolij Budjak     | Terengganu | s.t.     |
| 4    | Alessandro Tonelli  | Bardiani   | s.t.     |
| 5    | Alessandro Monaco   | Giotti     | a 31"    |
| 6    | Ådne Holter         | Uno-X      | a 55"    |
| 7    | Lasse Norman Hansen | Uno-X      | a 1'16"  |
| 8    | William Blume Levy  | Uno-X      | s.t.     |
| 9    | Stefano Gandin      | Corratec   | s.t.     |
| 10   | Vasili Strokau      | Minsk      | s.t.     |